# David Leonard (Filmeditor)
David Leonard (* im 20. Jahrhundert) ist ein US-amerikanischer Filmeditor.

## Leben
Nachdem David Leonard Gary Karr beim Filmschnitt der Komödie Crossover Dreams half, verbrachte Leonard einige Jahre als Assistent, bevor er 1992 erstmals mit Another Girl Another Planet  einen Filmschnitt leiten durfte. Seitdem arbeitete er vor allen Dingen bei Independent-Filmen sowohl als Schnittmeister als auch als Schnittassistent. Sein Schaffen als eigenständiger Filmeditor umfasst rund 40 Produktionen, darunter nur wenige Arbeiten für das Fernsehen.

## Filmografie (Auswahl)
- 1985: Crossover Dreams (Schnittassistenz)
- 1989: New Yorker Geschichten (New York Stories) (Schnittassistenz)
- 1990: GoodFellas – Drei Jahrzehnte in der Mafia (Goodfellas) (Schnittassistenz)
- 1992: Another Girl Another Planet
- 1995: Kleine Gangster, grosse Kohle (Palookaville)
- 1997: Unsere Liebe darf nicht sterben (Hudson River Blues)
- 1998: White Lines – Im Teufelskreis des Verbrechens (Belly)
- 2000: Two Family House
- 2001: Get Well Soon
- 2005: Reine Familiensache (The Thing About My Folks)
- 2008: The Guitar
- 2009: Meet the Rizzos (City Island)
- 2011: Wilde Salome
- 2014: Rob the Mob – Mafia ausrauben für Anfänger (Rob the Mob)
- 2016: Gilly Hopkins – Eine wie keine (The Great Gilly Hopkins)
- 2018: First We Take Brooklyn
- 2019: Mob Town